# Panonski pokal
Panonski pokal je tradicionalno tekmovanje reprezentanc Slovenije, Hrvaške, Madžarske in Slovaške v hokeju na travi. Prvi turnir je leta 1993 organizirala Zveza za hokej na travi Slovenije v Lipovcih. Najuspešnejša reprezentanca na Panonskem pokalu je Hrvaška, ki je zmagala kar dvanajstkrat. Reprezentanca Slovenije je svoj edini pokal osvojila leta 2007 v Bratislavi. 

## Rezultati
| Leto | Lokacija             | Prvak                | 2. mesto             | 3. mesto             | 4.mesto              |
| ---- | -------------------- | -------------------- | -------------------- | -------------------- | -------------------- |
| 1993 | Lipovci              | Hrvaška              | Slovaška             | Madžarska            | Slovenija            |
| 1994 | Predanovci           | Hrvaška              | Slovaška             | Madžarska            | Slovenija            |
| 1995 | Bratislava           | Hrvaška              | Madžarska            | Slovenija            | Slovaška             |
| 1996 | Zagreb               | Hrvaška              | Madžarska            | Slovenija            |                      |
| 1997 | Zagreb               | Hrvaška              | Slovaška             | Madžarska            | Slovenija            |
| 1998 | Moravske Toplice     | Hrvaška              | Madžarska            | Slovaška             | Slovenija            |
| 1999 | Zanka                | Hrvaška              | Madžarska            | Slovaška             | Slovenija            |
| 2000 | Budimpešta           | Hrvaška              | Slovaška             | Madžarska            | Slovenija            |
| 2001 | Budimpešta           | Hrvaška              | Madžarska            | Slovaška             | Slovenija            |
| 2002 | Bratislava           | Slovaška             | Hrvaška              | Slovenija            | Madžarska            |
| 2003 | Bratislava           | Hrvaška              | Slovaška             | Slovenija            | Madžarska            |
| 2004 | Pokal ni bil odigran | Pokal ni bil odigran | Pokal ni bil odigran | Pokal ni bil odigran | Pokal ni bil odigran |
| 2005 | Zagreb               | Hrvaška              | Slovenija            | Slovaška             | Madžarska            |
| 2006 | Zagreb               | Hrvaška              | Madžarska            | Slovenija            | Slovaška             |
| 2007 | Bratislava           | Slovenija            | Hrvaška              | Slovaška             | Madžarska            |
| 2008 | Moravske Toplice     | Slovaška             | Hrvaška              | Slovenija            |                      |
| 2009 | Zagreb               | Slovaška             | Hrvaška              | Slovenija            | Madžarska            |
| 2010 | Pokal ni bil odigran | Pokal ni bil odigran | Pokal ni bil odigran | Pokal ni bil odigran | Pokal ni bil odigran |
| 2011 | Bratislava           | Madžarska            | Hrvaška              | Slovaška             |                      |